# جن (سوره)
سوره جن دارای ۲۸ آیه بوده و طبق باور مسلمانان در مکه نازل شده است.

## نزول
بر طبق باور مسلمانان، این سوره حدوداً در سال ۶ بعثت، پس از آنکه پیامبر اسلام برای دعوت قبیله ثقیف به طائف رفته بود و آن‌ها ضمن رد دعوت، وی را آزار دادند؛ در بازگشت، در مکه نازل شد.

## محتوای سوره
- این سوره، عمدتاً دربارهٔ خلق ناپیدایی به نام جن سخن می‌گوید، سخن از ایمان آنها به پیامبر اسلام، و فروتنی در برابر قرآن، و ایمان و اعتقاد آنها به معاد، و وجود گروهی مؤمن و کافر در میان آنان و مسائلی دیگر. این بخش از سوره، نوزده آیه از بیست و هشت آیۀ سوره را در بر می‌گیرد.
- اشاره‌ای به مسئله یگانه بودن خدا و بازگشت پس از مرگ.
- سخن از مسئله علم غیب است که هیچ‌کس از آن آگاهی ندارد جز آنچه خداوند اراده کرده‌است.